# Sejm krakowski 1518
Sejm krakowski 1518 – sejm walny Korony Królestwa polskiego zwołany 19 listopada 1517 roku do Krakowa.
Sejmiki przedsejmowe odbyły się: średzki 17 grudnia 1517 roku, pruski 6 stycznia, opatowski 14 stycznia, generalny korczyński 18 stycznia 1518 roku.  
Obrady sejmu trwały od 4 lutego do 19 kwietnia 1518 roku